# 황금 낙하산
황금 낙하산(黃金 落下傘, 영어: golden parachute)은 임기가 종료되지 않은 경영진들에게 거액의 퇴직금을 지급하거나 스톡옵션을 제공하는 것을 의미한다. 황금 낙하산이라는 용어를 처음 사용한 것은 1961년 트랜스월드 항공을 통제하던 하워드 휴스에 의해서였다. 1980년대 말, 정크 본드를 이용한 차입매수가 미국에서 유행하면서 널리 이용되기 시작했다.

## 적대적 인수 합병
인수 회사가 피인수 회사의 경영진들을 임기 종료 전 퇴출 시킬 경우, 인수 회사가 이를 책임져야 하기 때문에 적대적 인수 합병의 방어책으로 쓰인다.

## 한국 사례
진원생명과학의 정관에 대표이사의 해임 시 100억원을 보상하는 황금 낙하산 조항이 있어 논란이 있었다
제31조 [이사의 보수와 퇴직금]
1. (생략) 이에 대한 집행은 이사회 의장에게 일임
2. (생략)
3. ① 이사의 임기 중 적대적 인수, 합병으로 인해 그 의사에 반해 해임되는 경우
② 이사의 임기 중 비자발적으로 사임하는 경우
③ 그 사유를 불문하고 이사의 임기중 주주총회 결의에 의하여 해임되는 경우
상기 ①~③에 해당하는 경우 퇴직금 외에 보상액으로 해임 및 사임 후 7일 이내에 60억원을 지급하고 대표이사의 경우에는 100억원을 지급한다.

한울소재과학의 정관에 대표이사의 해임 시 30억 원 이상을 보상하는 황금 낙하산 조항이 있다.
제34조 (이사의 임기)
①~③ (생략)
④의사가 임기 중에 적대적 인수합병 또는 경영권 분쟁으로 인하 여 실직할 경우에는 동상적인 퇴직금 이외에 퇴직 보상액으로 대표이사 30억원 이상을 일반이사에게는 20억원 이상을 지급해야 한다. (신설 2025.03.31)
⑤ 위 제4항의 조항을 개정 또는 변경할 경우, 그 효력은 개정 또는 변경을 결의한 주주총회가 속하는 사업년도 종료 후 발생한다.(신설 2025.03.31)

## 같이 보기
- 명예퇴직제
- 포이즌 필
- 키네마스터
- 인피니트헬스케어

## 참고문헌
1. ↑  최은수, 진원생명과학, 620억 유증 위해 황금낙하산 버린다, 더벨, 2023-12-18
2. ↑  한울소재과학, '황금낙하산' 조항 신설…'적대적 M&A' 대비 블로터 2025-03-18